# Limatula regularis
Limatula regularis är en musselart som beskrevs av Addison Emery Verrill och Katharine Jeanette Bush 1898. Limatula regularis ingår i släktet Limatula och familjen filmusslor. Inga underarter finns listade i Catalogue of Life.